# Troféu Ramón de Carranza
O Troféu Ramón de Carranza é um torneio amistoso de futebol que acontece na cidade de Cádis, na Espanha, desde 1955. É conhecido popularmente como a Taça das Taças.
O torneio é normalmente disputado por quatro equipes, o anfitrião Cádiz e outros três convidados, que se enfrentam em duas semifinais, disputa do terceiro lugar e a grande final. O Atlético de Madrid é o seu maior campeão, com onze conquistas. Vasco da Gama e Palmeiras são os clubes brasileiros que mais venceram a competição, cada um com três conquistas.
A edição de 2013 foi um triangular com jogos de 45 minutos. A edição de 2019 foi disputada pela primeira vez por equipes femininas. A edição de 2020 foi cancelada devido à Pandemia de COVID-19, retornando em 2021 em partida única.

## Títulos por clubes

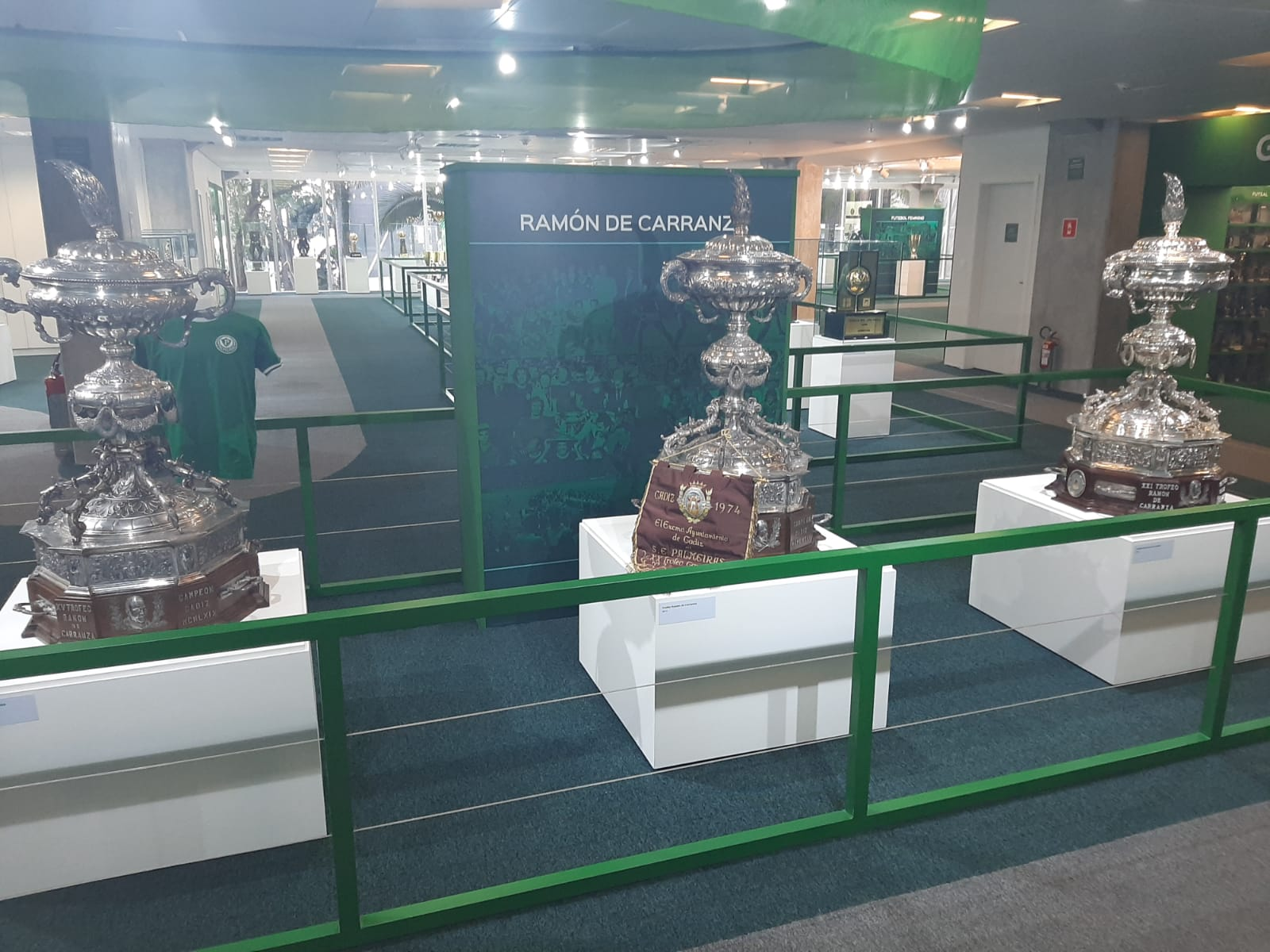
Troféus conquistados pelo Palmeiras em 1969, 1974 e 1975

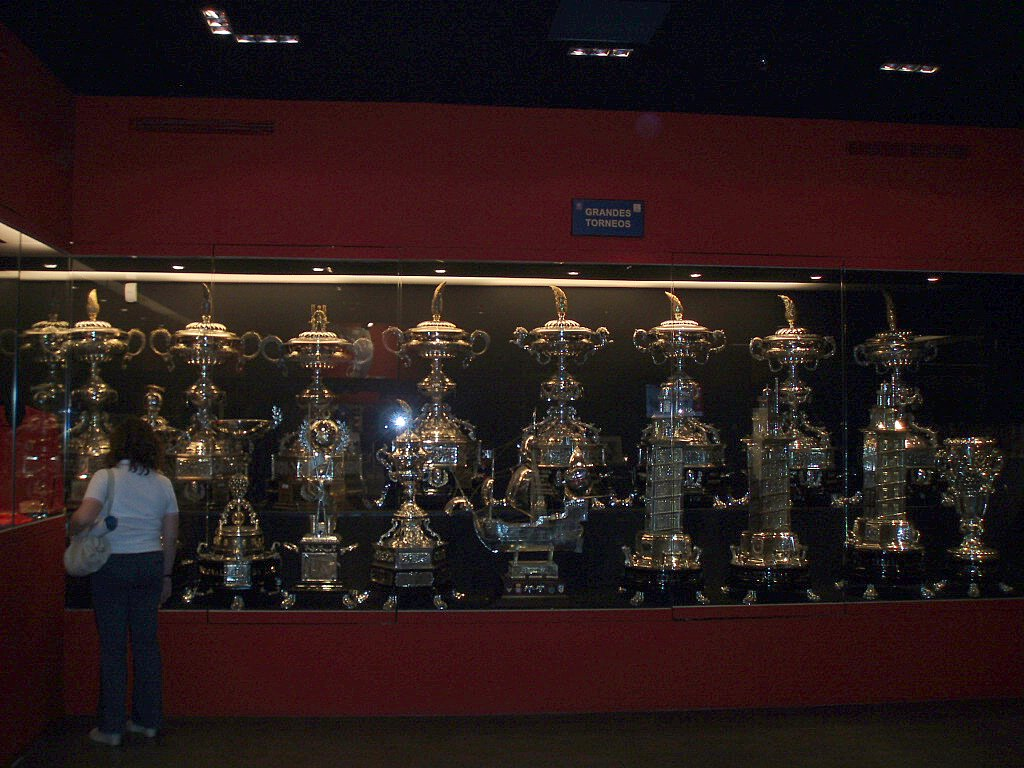
Troféus do Atlético de Madrid

| Equipe                     | Títulos | Anos                                                             |
| Atlético de Madrid         | 11      | 1968, 1976, 1977, 1978, 1991, 1995, 1997, 2003, 2014, 2015, 2022 |
| Cádiz                      | 11      | 1981, 1983, 1985, 1986, 1993, 1994, 2006, 2011, 2021, 2023, 2025 |
| Sevilla                    | 7       | 1955, 1956, 1957, 2004, 2008, 2009, 2013                         |
| Real Madrid                | 6       | 1958, 1959, 1960, 1966, 1970, 1982                               |
| Betis                      | 6       | 1964, 1999, 2000, 2001, 2007, 2018                               |
| Barcelona                  | 3       | 1961, 1962, 2005                                                 |
| Palmeiras                  | 3       | 1969, 1974, 1975                                                 |
| Vasco da Gama              | 3       | 1987, 1988, 1989                                                 |
| Flamengo                   | 2       | 1979, 1980                                                       |
| Benfica                    | 2       | 1963, 1971                                                       |
| Espanyol                   | 2       | 1973, 2010                                                       |
| Zaragoza                   | 1       | 1965                                                             |
| Valencia                   | 1       | 1967                                                             |
| Athletic Bilbao            | 1       | 1972                                                             |
| Sporting de Gijón          | 1       | 1984                                                             |
| Atlético Mineiro           | 1       | 1990                                                             |
| São Paulo                  | 1       | 1992                                                             |
| Corinthians                | 1       | 1996                                                             |
| Deportivo La Coruña        | 1       | 1998                                                             |
| Mallorca                   | 1       | 2002                                                             |
| Nacional                   | 1       | 2012                                                             |
| Málaga                     | 1       | 2016                                                             |
| Las Palmas                 | 1       | 2017                                                             |
| Athletic Bilbao (Feminino) | 1       | 2019                                                             |
| Lazio                      | 1       | 2024                                                             |

## Clubes campeões
| Edição | Ano  | Campeão                    | Vice campeão                 | 3º colocado                                   | 4º colocado                                   |
| 1ª     | 1955 | Sevilla                    | Atlético CP                  | -                                             | -                                             |
| 2ª     | 1956 | Sevilla                    | Atlético de Madrid           | -                                             | -                                             |
| 3ª     | 1957 | Sevilla                    | Athletic Bilbao              | Racing Paris & Belenenses                     | Racing Paris & Belenenses                     |
| 4ª     | 1958 | Real Madrid                | Sevilla                      | Viena SC                                      | Roma                                          |
| 5ª     | 1959 | Real Madrid                | Barcelona                    | Milan                                         | Standard de Liège                             |
| 6ª     | 1960 | Real Madrid                | Athletic Bilbao              | Reims                                         | Eintracht Frankfurt                           |
| 7ª     | 1961 | Barcelona                  | Peñarol                      | River Plate                                   | Atlético de Madrid                            |
| 8ª     | 1962 | Barcelona                  | Real Zaragoza                | Internazionale                                | San Lorenzo                                   |
| 9ª     | 1963 | Benfica                    | Fiorentina                   | Barcelona                                     | Valencia                                      |
| 10ª    | 1964 | Real Betis                 | Benfica                      | Real Madrid                                   | Boca Juniors                                  |
| 11ª    | 1965 | Real Zaragoza              | Benfica                      | Flamengo                                      | Real Betis                                    |
| 12ª    | 1966 | Real Madrid                | Torino                       | Real Zaragoza                                 | Corinthians                                   |
| 13ª    | 1967 | Valencia                   | Real Madrid                  | Peñarol                                       | Vasco de Gama                                 |
| 14ª    | 1968 | Atlético de Madrid         | Barcelona                    | Real Madrid                                   | Valencia                                      |
| 15ª    | 1969 | Palmeiras                  | Real Madrid                  | Estudiantes                                   | Atlético de Madrid                            |
| 16ª    | 1970 | Real Madrid                | Independiente                | Milan                                         | Athletic Bilbao                               |
| 17ª    | 1971 | Benfica                    | Peñarol                      | Valencia                                      | Atlético de Madrid                            |
| 18ª    | 1972 | Athletic Bilbao            | Benfica                      | Botafogo                                      | Bayern de Munique                             |
| 19ª    | 1973 | Español                    | Athletic Bilbao              | Ajax                                          | Juventus                                      |
| 20ª    | 1974 | Palmeiras                  | Español                      | Barcelona                                     | Santos                                        |
| 21ª    | 1975 | Palmeiras                  | Real Madrid                  | Dínamo Moscou                                 | Real Zaragoza                                 |
| 22ª    | 1976 | Atlético de Madrid         | Athletic Bilbao              | Palmeiras                                     | Nacional                                      |
| 23ª    | 1977 | Atlético de Madrid         | Internazionale               | Vasco de Gama                                 | Cádiz                                         |
| 24ª    | 1978 | Atlético de Madrid         | River Plate                  | Valencia                                      | Bologna                                       |
| 25ª    | 1979 | Flamengo                   | Újpesti Dózsa                | Barcelona                                     | Cádiz                                         |
| 26ª    | 1980 | Flamengo                   | Real Betis                   | Dínamo Tbilisi                                | Cádiz                                         |
| 27ª    | 1981 | Cádiz                      | Sevilla                      | CSKA Sófia                                    | Palmeiras                                     |
| 28ª    | 1982 | Real Madrid                | Real Sociedad                | Real Betis                                    | Cádiz                                         |
| 29ª    | 1983 | Cádiz                      | Real Betis                   | Peñarol                                       | Levski Sófia                                  |
| 30ª    | 1984 | Sporting Gijón             | Athletic Bilbao              | Cádiz                                         | Barcelona                                     |
| 31ª    | 1985 | Cádiz                      | Grêmio                       | Sevilla                                       | Sarajevo                                      |
| 32ª    | 1986 | Cádiz                      | Real Betis                   | Botafogo                                      | Sporting                                      |
| 33ª    | 1987 | Vasco da Gama              | Cádiz                        | Nacional                                      | Sevilla                                       |
| 34ª    | 1988 | Vasco da Gama              | Atlético de Madrid           | Cádiz                                         | Peñarol                                       |
| 35ª    | 1989 | Vasco da Gama              | Nacional                     | Atlético de Madrid                            | Cádiz                                         |
| 36ª    | 1990 | Atlético Mineiro           | Santos                       | Cádiz                                         | Atlético de Madrid                            |
| 37ª    | 1991 | Atlético Madrid            | Cádiz                        | Atlético Mineiro                              | Sevilla                                       |
| 38ª    | 1992 | São Paulo                  | Real Madrid                  | PSV Eindhoven                                 | Cádiz                                         |
| 39ª    | 1993 | Cádiz                      | Palmeiras                    | Atlético de Madrid                            | São Paulo                                     |
| 40ª    | 1994 | Cádiz                      | Sevilla                      | Real Madrid                                   | Napoli                                        |
| 41ª    | 1995 | Atlético de Madrid         | Real Betis                   | Cádiz                                         | Real Zaragoza                                 |
| 42ª    | 1996 | Corinthians                | Real Betis                   | Atlético Celaya                               | Cádiz                                         |
| 43ª    | 1997 | Atlético de Madrid         | Tenerife                     | Corinthians                                   | Cádiz                                         |
| 44ª    | 1998 | Deportivo La Coruña        | Cádiz                        | Sampdoria                                     | Real Betis                                    |
| 45ª    | 1999 | Real Betis                 | Lazio                        | Cádiz                                         | Vasco de Gama                                 |
| 46ª    | 2000 | Real Betis                 | Cádiz                        | -                                             | -                                             |
| 47ª    | 2001 | Real Betis                 | Málaga                       | Celta Vigo                                    | Cádiz                                         |
| 48ª    | 2002 | Real Mallorca              | Valencia                     | Real Betis                                    | Cádiz                                         |
| 49ª    | 2003 | Atlético de Madrid         | Málaga                       | Real Betis                                    | Cádiz                                         |
| 50ª    | 2004 | Sevilla                    | Valencia                     | Cádiz                                         | Lazio                                         |
| 51ª    | 2005 | Barcelona                  | Cádiz                        | Sporting Braga                                | Sevilla                                       |
| 52ª    | 2006 | Cádiz                      | Real Betis                   | Villarreal                                    | Real Madrid                                   |
| 53ª    | 2007 | Real Betis                 | Real Zaragoza                | Real Madrid                                   | Cadiz                                         |
| 54ª    | 2008 | Sevilla                    | Cádiz                        | Villarreal                                    | Athletic Bilbao                               |
| 55ª    | 2009 | Sevilla                    | Deportivo La Coruña          | Cádiz                                         | Valencia                                      |
| 56ª    | 2010 | Espanyol                   | Atlético de Madrid           | Cádiz                                         | Sevilla                                       |
| 57ª    | 2011 | Cádiz                      | Málaga                       | Udinese                                       | Sporting                                      |
| 58ª    | 2012 | Nacional                   | Rayo Vallecano               | Osasuna                                       | Cádiz                                         |
| 59ª    | 2013 | Sevilla                    | Moghreb Athletic             | Cádiz                                         | -                                             |
| 60ª    | 2014 | Atlético de Madrid         | Sampdoria                    | Sevilla                                       | Cádiz                                         |
| 61ª    | 2015 | Atlético de Madrid         | Real Betis                   | Granada                                       | Cádiz                                         |
| 62ª    | 2016 | Málaga                     | Cádiz                        | Atlético de Madrid                            | All Star Nigéria                              |
| 63ª    | 2017 | Las Palmas                 | Málaga                       | Villarreal                                    | Cádiz                                         |
| 64ª    | 2018 | Real Betis                 | Las Palmas                   | Cádiz                                         | -                                             |
| 65ª    | 2019 | Athletic Bilbao (Feminino) | Tottenham Hotspur (Feminino) | C.D. Tacón (Feminino) & Real Betis (Feminino) | C.D. Tacón (Feminino) & Real Betis (Feminino) |
| 66ª    | 2021 | Cádiz                      | Atlético de Madrid           | -                                             | -                                             |
| 67ª    | 2022 | Atlético de Madrid         | Cádiz                        | -                                             | -                                             |
| 68ª    | 2023 | Cádiz                      | Lecce                        | -                                             | -                                             |
| 69ª    | 2024 | Lazio                      | Cádiz                        | -                                             | -                                             |
| 70ª    | 2025 | Cádiz                      | Córdoba                      | -                                             | -                                             |

## Países campeões
| País            | Campeão | Vice campeão | 3º colocado | 4º colocado |
| Espanha         | 55      | 50           | 37          | 36          |
| Brasil          | 11      | 3            | 7           | 6           |
| Portugal        | 3       | 4            | 2           | 2           |
| Itália          | 1       | 6            | 5           | 5           |
| Uruguai         | 0       | 3            | 3           | 8           |
| Argentina       | 0       | 2            | 2           | 2           |
| Hungria         | 0       | 1            | 0           | 0           |
| Marrocos        | 0       | 1            | 0           | 0           |
| Inglaterra      | 0       | 1            | 0           | 0           |
| França          | 0       | 0            | 2           | 0           |
| União Soviética | 0       | 0            | 2           | 0           |
| Holanda         | 0       | 0            | 2           | 0           |
| Bulgária        | 0       | 0            | 1           | 1           |
| Áustria         | 0       | 0            | 1           | 0           |
| México          | 0       | 0            | 1           | 0           |
| Alemanha        | 0       | 0            | 0           | 2           |
| Bélgica         | 0       | 0            | 0           | 1           |
| Nigéria         | 0       | 0            | 0           | 1           |

## Maiores artilheiros
| Jogador            | Equipe      | Gols |
| Francisco Gento    | Real Madrid | 8    |
| Eusébio            | Benfica     | 9    |
| Alfredo Di Stéfano | Real Madrid | 8    |
| Ferenc Puskás      | Real Madrid | 7    |
| Marcelino Martínez | Zaragoza    | 6    |
| José Torres        | Benfica     | 6    |
| Jorge González     | Cádiz       | 6    |
| Zico               | Flamengo    | 5    |